# 1552

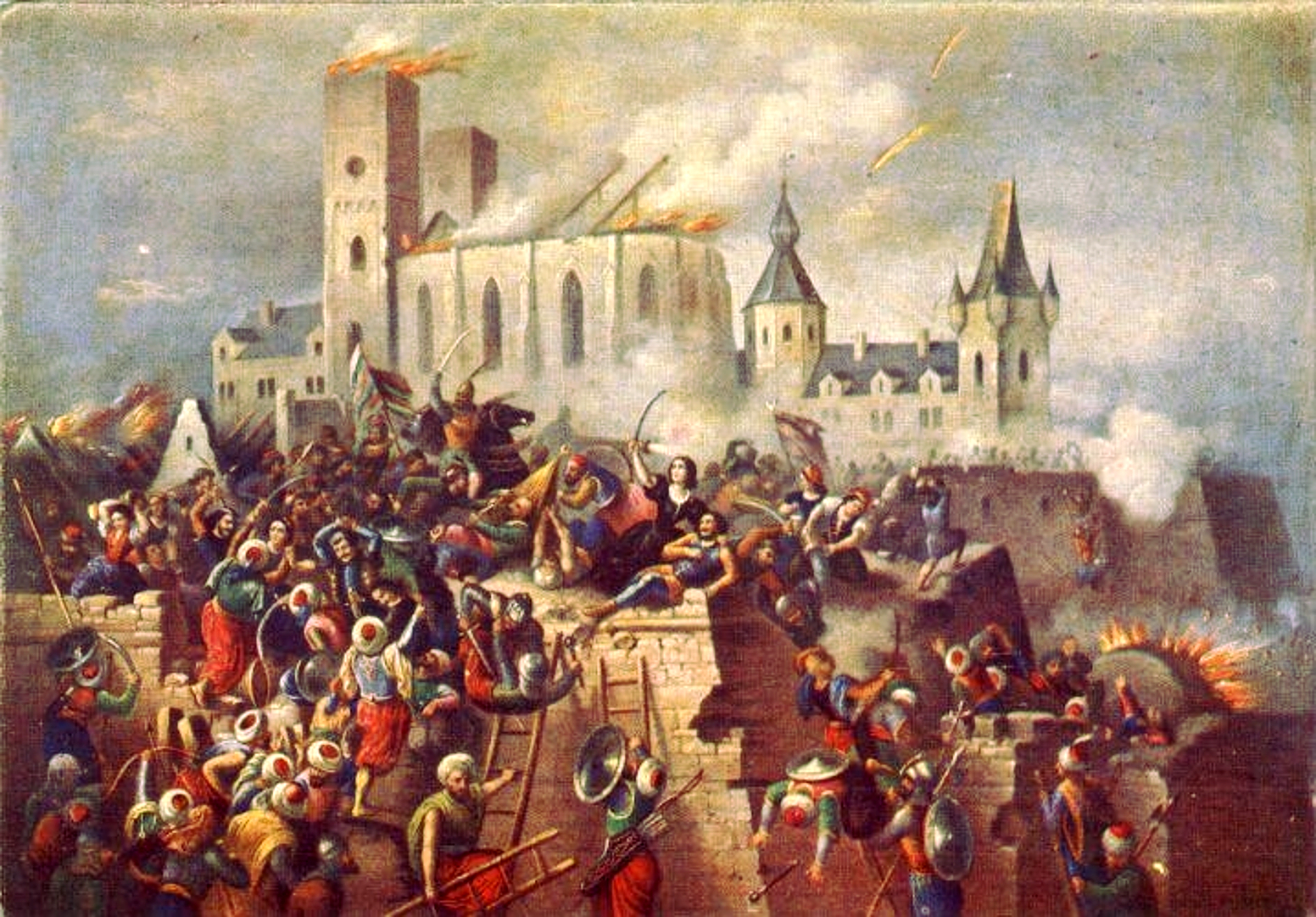
9. září: Začíná obléhání Egeru

## Události
- 10. a 11. srpna – Bitva u Plášťovců mezi uherskými a tureckými vojsky u obce Plášťovce
- 9. září – Obléhání Egeru začíná, když tisíce osmanských vojáků, vedených generálem Kara Ahmed Pašou z Osmanské říše, zaútočí na uherské obránce, jejichž kapitánem je István Dobó.
- Velký požar zničil mnoha domů v dánském město Holstebro
- První písemná zmínka o vesnici Velká v Píseckém okrese Jihočeského kraje

### Probíhající události
- 1545–1563 – Tridentský koncil

## Narození
Česko
- 25. ledna – Pavel Pistorius z Lucka, český kněz a spisovatel († 1630)
- ? – Šimon Lomnický z Budče, český spisovatel († asi 1622)
- ? – Jetřich Berka z Dubé, český šlechtic († 7. července 1585)

Svět
- 19. února – Melchior Klesl, kardinál, vídeňský biskup a kancléř Matyáše II. († 18. září 1630)
- 18. července
  - Rudolf II., římský císař a král český a uherský († 20. ledna 1612)
  - Gabriello Chiabrera, italský básník († 14. října 1638)
- 18. srpna – Jan VI. ze Žiče, vratislavský biskup († 1608)
- 10. září – Mikuláš Pálfy, uherský politik a diplomat († 23. dubna 1600)
- 17. září – Pavel V., papež a kulturní mecenáš († 28. ledna 1621)
- 6. října – Matteo Ricci, italský misionář v Číně († 11. května 1610)
- 29. prosince – Jindřich I. Bourbon-Condé, francouzský princ a hugenotský generál († 5. března 1588)
- ? – Hans von Aachen, německý malíř († 4. března 1615)
- ? – Boris Fjodorovič Godunov, ruský car († 13. dubna 1605)
- ? – Pietro Berno, švýcarský jezuitský misionář († 25. července 1583)
- ? – Juan de Oñate, španělský cestovatel, první guvernér provincie Nové Španělsko a Nové Mexiko († 1626)
- ? – Petrus Plancius, vlámský astronom, kartograf a teolog († 15. května 1622)
- ? – Edmund Spenser, anglický básník († 13. ledna1599)
- ? – Vasilij IV. Ivanovič Šujskij, ruský car († 12. září 1612)
- ? – Alfonso Visconti, kardinál, papežský nuncius u dvora Rudolfa II. († 19. září 1608)
- ? – Marfa Sobakinová, ruská carevna, třetí manželka Ivana IV. Hrozného († 13. listopadu 1571)
- ? – Marie Skuratovová-Bělská, ruská carevna, manželka Borise Godunova († 20. června 1605)
- ? – Ludovico de Torres, italský kardinál († 8. července 1609)

## Úmrtí
Česko
- 1. května – Zigmund Antoch z Helfenberka, český filosof a matematik (* 1. května 1508)

Svět
- 22. ledna – Edward Seymour, 1. vévoda ze Somersetu, anglický šlechtic a regent Anglie (* kolem 1506)
- 6. února – Jindřich V. Meklenburský, meklenburský vévoda (* 3. května 1479)
- 20. února – Anna Herbertová, hraběnka z Pembroke, anglická dvorní dáma všech manželek Jindřicha VIII. (* 15. června 1515)
- 21. dubna – Petr Apian, německý matematik, astronom a kartograf (* 16. dubna 1495)
- 26. května – Sebastian Münster, německý humanistický učenec, teologii, matematik, geograf, kartograf a kosmograf (* 1488)
- 9. července – György Szondy, uherský hrdina boje proti Turkům (* ?)
- 21. července – Antonio de Mendoza, španělský šlechtic, první místokrál v Mexiku a Peru (* 1495)
- 3. prosince – František Xaverský, navarrský kazatel, misionář, spoluzakladatel Tovaryšstva Ježíšova a svatý (* 1506)
- 20. prosince – Katharina Lutherová, německá jeptiška, manželka Martina Luthera (* 1499)
- ? – Čchiou Jing, čínský malíř (* 1494)

## Hlavy států
- České království – Ferdinand I.
- Svatá říše římská – Karel V.
- Papež – Julius III.
- Anglické království – Eduard VI.
- Francouzské království – Jindřich II.
- Polské království – Zikmund II. August
- Uherské království – Ferdinand I.
- Španělské království – Karel V.
- Burgundské vévodství – Karel V.
- Osmanská říše – Sulejman I.
- Perská říše – Tahmásp I.